# Pandro S. Berman
Pandro Samuel Berman (Pittsburgh, 28 marzo 1905 – Beverly Hills, 13 luglio 1996) è stato un produttore cinematografico statunitense.

## Biografia
Nato da una famiglia ebrea, negli anni venti Berman fu assistente alla regia di autori come Malcolm St. Clair e Ralph Ince, mentre negli anni trenta, dopo un breve periodo come montatore presso la RKO, iniziò la sua carriera come assistente di produzione.
Quando nel 1931 David O. Selznick assunse la guida della RKO, Berman produsse il suo primo film, Symphony of Six Million, un successo di pubblico e di critica. Durante quegli stessi anni, Berman produsse film della coppia Fred Astaire & Ginger Rogers, film come Notre Dame e Gunga Din e contribuì all'esordio di Katharine Hepburn.
Nel 1940 Berman lasciò la RKO per passare alla Metro-Goldwyn-Mayer, dove rimase fino al 1963. Durante gli anni presso la MGM, Berman ottenne la candidatura all'Oscar per il miglior film con Ivanhoe.
Alla cerimonia dei premi Oscar del 1977, Berman ricevette l'Oscar alla memoria di Irving G. Thalberg.
Morì il 13 luglio 1996 nella sua casa di Beverly Hills, a causa di un'insufficienza cardiaca, all'età di 91 anni.

## Filmografia parziale
- Stocks and Blondes, regia di Dudley Murphy (1928)
- Symphony of Six Million, regia di Gregory La Cava (1932)
- La gloria del mattino (Morning Glory), regia di Lowell Sherman (1933)
- Amore tzigano (The Little Minister), regia di Richard Wallace (1934)
- Cerco il mio amore (The Gay Divorcee), regia di Mark Sandrich (1934)
- Schiavo d'amore (Of Human Bondage), regia di John Cromwell (1934)
- Primo amore (Alice Adams), regia di George Stevens (1935)
- Cappello a cilindro (Top Hat), regia di Mark Sandrich (1935)
- Follie d'inverno (Swing Time), regia di George Stevens (1936)
- Maria di Scozia (Mary of Scotland), regia di John Ford (1936)
- Palcoscenico (Stage Door), regia di Gregory La Cava (1937)
- Notre Dame (The Hunchback of Notre Dame), regia di William Dieterle (1939)
- Le fanciulle delle follie (Ziegfeld Girls), regia di Robert Z. Leonard e Busby Berkeley (1941)
- Rio Rita, regia di S. Sylvan Simon (1942)
- La stirpe del drago (Dragon Seed), regia di Harold S. Bucquet e Jack Conway (1944)
- Gran Premio (National Velvet), regia di Clarence Brown (1944)
- Il ritratto di Dorian Gray (The Picture of Dorian Gray), regia di Albert Lewin (1945)
- Peccatori senza peccato (If Winter Comes), regia di Victor Saville (1947)
- I tre moschettieri (The Three Musketeers), regia di George Sidney (1948)
- Corruzione (The Bribe), regia di Robert Z. Leonard (1949)
- Madame Bovary, regia di Vincente Minnelli (1949)
- Il padre della sposa (Father of the Bride), regia di Vincente Minnelli (1950)
- Ivanhoe, regia di Richard Thorpe (1952)
- Il prigioniero di Zenda (The Prisoner of Zenda), regia di Richard Thorpe (1952)
- I cavalieri della Tavola Rotonda (Knights of the Round Table), regia di Richard Thorpe (1953)
- 12 metri d'amore (The Long, Long Trailer), regia di Vincente Minnelli (1954)
- Il seme della violenza (Blackboard Jungle), regia di Richard Brooks (1955)
- Sangue misto (Bhowani Junction), regia di George Cukor (1956)
- Tè e simpatia (Tea and Sympathy), regia di Vincente Minnelli (1956)
- Il delinquente del rock and roll (Jailhouse Rock), regia di Richard Thorpe (1957)
- Karamazov (The Brothers Karamazov), regia di Richard Brooks (1958)
- Come sposare una figlia (The Reluctant Debutante), regia di Vincente Minnelli (1958)
- Venere in visone (BUtterfield 8), regia di Daniel Mann (1960)
- La dolce ala della giovinezza (Sweet Bird of Youth), regia di Richard Brooks (1962)
- Incontro al Central Park (A Patch of Blue), regia di Guy Green (1965)